# 田沼意誠
田沼 意誠（たぬま おきのぶ、1721年（享保6年） - 1774年1月30日（安永2年12月19日））は、江戸時代中期の幕臣（旗本）。田沼意行の次男。田沼意次の弟。妻は一橋家家老伊丹直賢の孫。子に一橋家家老から幕府御側御用取次まで昇進した意致、および石谷清定の養子となった石谷清豊などがいる。

## 来歴
徳川吉宗の側衆であった父・意行の次男として生まれる。吉宗が幕政を主導するために引き入れた紀州系幕臣としては第2世代に当たる。1732年（享保17年）に徳川宗尹の小姓となる。1736年（元文元年）に200俵取りとなり、後の御三卿の一つとなる一橋家に以後死去まで仕えることとなる。1746年（延享3年）、一橋家附切となる。1759年（宝暦9年）に知行500石となり、2月9日には一橋家の家老に昇進、従五位下・能登守に叙任した。1770年（明和7年）に300石を加増され、800石の旗本となった。意誠が長く勤めた一橋家家老職には、1779年（安永7年）7月28日に子の意致が目付から就任している。
田沼時代に権勢を誇った田沼意次の弟であり、意誠と子の意致はともに一橋家家老を歴任した。薩摩藩は1762年（宝暦12年）2月に焼失した江戸上屋敷再建のために、幕府より拝借金を得ようとしたが、この時には意誠を通じて一橋家へ工作を行った。仙台藩の伊達重村が中将への昇進工作をした時に1765年（明和2年）6月30日に重村の側役古田良智が田沼意次の用人・井上寛司に面会したときにも意誠が仲介を依頼されていた。1770年（明和7年）に福井藩に対して大坂の大名貸し商人15軒から貸付が行われた件（目標の3万両は達成できず）は大坂町奉行所の強い斡旋があり、これは福井藩が一橋家へ運動を行った結果であり、意次に通じる弟意誠のパイプが利用されていたと考えられる。

## 官歴
- 享保17年（1732年）4月1日：一橋宗尹付小姓
- 元文2年（1737年）1月21日：蔵米200俵
- 某年：一橋家小十人頭、目付、用人
- 寛延3年（1750年）12月18日：布衣
- 某年：一橋家側用人
- 宝暦9年（1759年）3月4日：一橋家家老、封500石、12月7日：従五位下能登守
- 明和7年（1770年）3月15日：加増300石
- 安永2年（1773年）12月19日：卒去